# Beyoncé/Konzerte und Tourneen

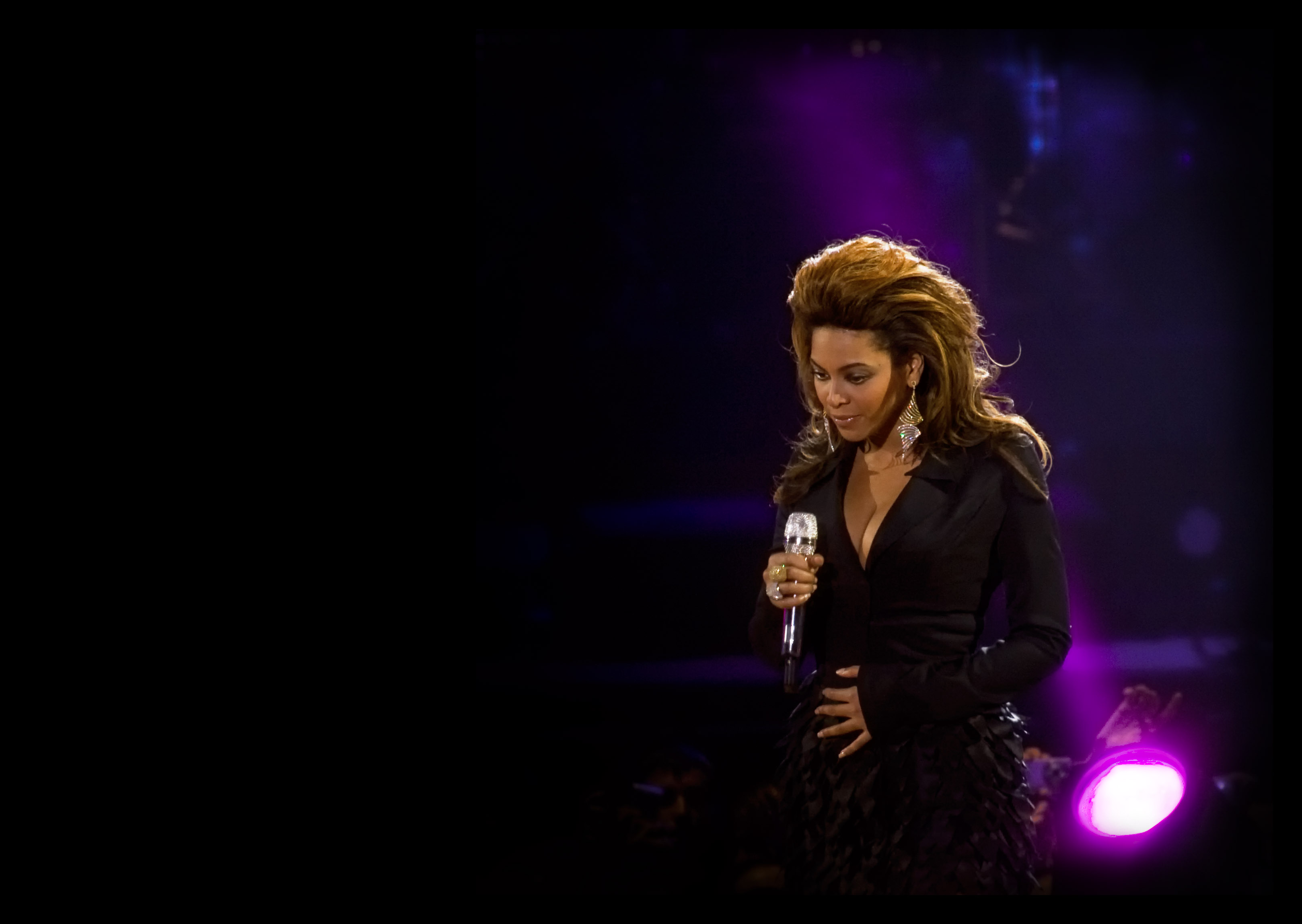
Beyoncé Knowles während ihrer I Am … Tour.

Dies ist eine Übersicht über die Tourneen der US-amerikanischen R&B-Sängerin Beyoncé Knowles. Ihre erste Tour war die Dangerously in Love Tour 2003 in Europa, wo sie insgesamt 9 Konzerte gab. Im nächsten Jahr startete ihre erste US-Tour, die Verizon Ladies First-Tour, bei der sie insgesamt 25 Konzerte zusammen mit Alicia Keys, Missy Elliott und Tamia gab. Im Jahr 2007 startete Knowles ihre erste Welttour, die The Beyoncé Experience-Tour, sie gab insgesamt 97 Konzerte weltweit, die Tour war die erfolgreichste des Jahres 2007.
Knowles’ I Am … Tour begann am 26. März 2009 in Edmonton, Kanada um für das Album bekanntzumachen. Der Europäische Teil der weltweiten I Am … Tour begann am 26. April 2009 in Zagreb, Kroatien und endete am 9. Juni 2009 in London, Großbritannien. Am 21. Juni begann Beyoncé den dritten Teil ihrer Tour in den USA und beendete dies mit einem viertägigen Auftritt im Encore Las Vegas, Las Vegas Strip. Der vierte Teil der Tour begann am 15. September 2009 in Melbourne, Australien und endete am 24. September in Perth, Australien. Knowles reiste dann zu weiteren Konzerten nach Asien, in den Mittleren Osten, nach Europa, Afrika und Großbritannien, bevor sie die Tour am 24. November 2009 in Belfast, Nordirland beendete. Der letzte Teil der Tour führte Beyonce im Frühling 2010 nach Mittelamerika, wo die Tour am 18. Februar 2010 endgültig in Trinidad beendet wurde.

## Tourneen
| Jahr | Title                           | Zeitraum                                              | Anzahl der Auftritte |
| --- | ------------------------------- | ----------------------------------------------------- | -------------------- |
| 2003 | Dangerously in Love Tour        | 3. November 2003 – 19. November 2003 (Europa)         | 9                    |
| Beyoncés erste Tour begann am 3. November 2003 in Manchester, Vereinigtes Königreich. Die Tour wurde 2004 mit der Verizon Ladies First Tour fortgesetzt. Die Setlist enthielt nicht nur Material von Dangerously in Love, sondern auch Lieder von ihrer Girlgroup Destiny’s Child. Außerdem sang Knowles Lieder aus dem Film The Fighting Temptations von 2003, in dem sie die Hauptrolle spielte (Fever und Summertime). |                                 |                                                       |                      |
| 2004 | Verizon Ladies First Tour       | 12. März 2004 – 19. April 2004 (USA)                  | 25                   |
| Auf dieser Tour sang Beyoncé zusammen mit der Soul-Sängerin Alicia Keys, der Rapperin Missy Elliott und mit der kanadischen R&B-Sängerin Tamia. Die Tour war eine US-Tour und wurde von Steve Madden und L’Oréal gesponsert. |                                 |                                                       |                      |
| 2007 | The Beyoncé Experience          | 10. April 2007 – 30. Dezember 2007 (Weltweit)         | 97                   |
| Auf dieser Tour sang Beyoncé jedes Mal mit ihrer Tourband Suga Mama. Eine DVD der The Beyoncé Experience - Tour, wurde vom 10. April 2007 bis zum 12. November 2007 gefilmt. Es enthält den Auftritt vom 2. September im Staples Center in Los Angeles, Kalifornien, das war zwei Tage vor ihren 26en Geburtstag. Die DVD wurde am 20. November 2007 veröffentlicht.                                                      |                                 |                                                       |                      |
| 2009–2010 | I Am … Tour                     | 26. März 2009 – 18. Februar 2010 (Weltweit)           | 105                  |
| Die I Am … Tour war die dritte Welttour der US-amerikanischen R&B-Sängerin Beyoncé Knowles, die zum Zweck der Promotion für ihr drittes Studioalbum I Am … Sasha Fierce gestartet wurde. Die Tour umfasst Auftritte in Amerika, Europa, Asien, Afrika und Australien. |                                 |                                                       |                      |
| 2013–2014 | The Mrs. Carter Show World Tour | 15. April 2013 – 27. März 2014 (Weltweit)             | 132                  |
| Die Mrs. Carter Show World Tour war die vierte Welttour der US-amerikanischen R&B-Sängerin Beyoncé Knowles. Die Tour umfasst Auftritte in Amerika, Europa und Ozeanien. |                                 |                                                       |                      |
| 2014 | On the Run Tour                 | 25. Juni 2014 – 4. August 2014 (Nordamerika)          | 16                   |
| Die On the Run Tour ist die erste Tournee von Beyoncé und Jay-Z gemeinsam. Die Konzerte finden im Sommer 2014 in verschiedenen Stadien in den USA, Kanada und die einzigen zwei Europakonzerte in Paris statt. |                                 |                                                       |                      |
| 2016 | The Formation World Tour        | 27. April 2016 – 7. Oktober 2016 (USA & Europa)       | 49                   |
| Die Formation World Tour führte Beyoncé zu 32 Konzerten in den USA und 17 Konzerten in Europa, darunter eins in Düsseldorf und eins in Frankfurt. Mit ihrer siebten Tour bewarb sie ihr sechstes Studioalbum Lemonade |                                 |                                                       |                      |
| 2018 | On the Run II Tour              | 6. Juni 2018 – 4. Oktober 2018 (Europa & Nordamerika) | 48                   |
| Die On the Run II Tour war die zweite gemeinsame Tour von Beyoncé und Jay-Z. Kurz nach dem Konzert im London Stadium am 16. Juni 2018 wurde ihr gemeinsames Album Everything is Love veröffentlicht. |                                 |                                                       |                      |
| 2023 | Renaissance World Tour          | 10. Mai 2023 – 1. Oktober 2023 (Europa & Nordamerika) | 57                   |
| Die Renaissance World Tour war die fünfte Welttour der R&B-Sängerin Beyoncé Knowles. Die Tour startete in Schweden und endete in Kansas City (Missouri), USA. |                                 |                                                       |                      |

## Wohltätigkeitskonzerte
| Jahr | Konzert | Titel                   |
| ---- | ------- | ----------------------- |
| 2003 | 46664   | World Prayer (mit Bono) |

## Wichtige Live-Auftritte
| Jahr | Show                                                       | Genre    | Titel         |
| ---- | ---------------------------------------------------------- | -------- | ------------- |
| 2008 | Stand Up to Cancer                                         | Telethon | Just Stand Up |
| 2010 | Hope for Haiti Now: A Global Benefit for Earthquake Relief | Telethon | Halo          |